# ウィリアム・ブロムリー (1737年没)
ウィリアム・ブロムリー（英語: William Bromley、1699年洗礼 – 1737年3月12日）は、グレートブリテン王国の政治家。1725年から1735年までと1737年2月から1737年3月まで庶民院議員を務めた。

## 生涯
庶民院議長ウィリアム・ブロムリーと4人目の妻エリザベス・ストール（Elizabeth Stawll、初代ストール男爵ラルフ・ストールの娘）の間の次男として生まれ、1699年に洗礼を受けた。1714年よりウェストミンスター・スクールで教育を受けた後、1717年2月27日にオックスフォード大学クライスト・チャーチに入学した。1721年から1724年までグランドツアーに出てフランスとイタリアを旅した。1732年5月19日、オックスフォード大学オリオル・カレッジからD.C.L.の学位を授与された。
1725年3月、フォイ選挙区の補欠選挙に出馬して、無投票で庶民院議員に当選した。1727年イギリス総選挙でウォリック選挙区に転じ、無投票で当選した。議会では常に野党側で投票し、1732年に父が死去するとトーリー党の指導者の1人になり、1734年3月13日に1716年七年議会法の廃止を動議したが、直後に議会が解散された。これにより総選挙が行われ、ブロムリーは第8代ブルック男爵フランシス・グレヴィルの支持を得て一旦は当選するものの、対立候補の選挙申し立てにより1735年2月に落選を宣告された。
1737年2月、オックスフォード大学選挙区の補欠選挙でホイッグ党候補に大差（329票対121票）で勝利したが、直後の3月12日に病死した。初代エグモント伯爵ジョン・パーシヴァルの日記によると、ブロムリーの深酒が病気の一因だったという。

## 人物と私生活
グランドツアーの最中の1721年、フランスでジェームズ老僭王に謁見したことがあり、老僭王の秘書官は1740年の手紙でこのことを回想して「誠実なジェントルマンだったが、秘密を保持できるような人ではなかった」（he was a mighty honest gentleman, but not of a turn of keeping a secret）と述べている。
1724年7月2日、ルーシー・スロックモートン（Lucy Throckmorton、1773年没、クレメント・スロックモートンの娘）と結婚して、2男1女をもうけたが、2人の仲は悪く、ルーシーが不倫関係を持ち、ブロムリーが深酒に走るという結果となった。
- ウィリアム・スロックモートン（1726年? – 1769年） - 庶民院議員。1756年5月、ブリジット・デイヴェンポート（Bridget Davenport、リチャード・デイヴェンポートの娘）と結婚、子供あり[9]